# Юг-Пиренеи
Юг-Пиренеи (фр. Midi-Pyrénées, окс. Miègjorn-Pirenèus, гаск. Mieidia-Pirenèus) — бывший регион на юге Франции. С 1 января 2016 года является частью региона Окситания. Главный город — Тулуза (650 тыс. жителей). Население — 2 903 420 человек (в 2011 году — 8-е место среди регионов).

## География
Площадь: 45 348 км². По территории бывшего региона протекают реки Адур, Арьеж, Гаронна и Ло.

## Административное деление
Регион включал департаменты Жер, Арьеж, Аверон, Гаронна Верхняя, Пиренеи Верхние, Ло, Тарн и Тарн и Гаронна.
Основную часть региона составляют области, раньше входившие в состав провинций Гасконь, Лангедок и Руэрг.

## Население
Экономически активное население: 936 тыс. чел.
Столица бывшего региона Тулуза является третьим городом Франции по числу студентов (после Парижа и Лиона).
Занятость населения:
- в сельском хозяйстве: 14,4 %
- в промышленности: 26,8 %
- в сфере услуг: 58,8 %

На предприятиях Airbus (штаб-квартира компании расположена в Тулузе) работают свыше 20 000 человек.